# José Antônio Murtinho
José Antônio Murtinho (1814 — 1888) foi um político brasileiro.
Foi presidente da província de Mato Grosso, de 19 de setembro de 1868 a 26 de maio de 1869.
Dentre seus descendentes, encontram-se outras personalidades brasileiras, em especial nos três poderes do Império do Brasil e/ou da Primeira República Brasileira: ele foi pai de Manuel José Murtinho, igualmente governador matogrossense e que foi ainda ministro do Supremo Tribunal Federal; Joaquim Murtinho, senador por Mato Grosso e ministro nas presidências de Prudente de Morais e de Campos Sales; e de outro José Murtinho, também senador por Mato Grosso.
Magdalena do Amaral Murtinho, neta de José Antônio como filha deste outro José, teve com Emmanuel Gomes Braga os filhos Fernando, Frederico e Nilo Murtinho Braga. Esses três bisnetos de José Antônio chegaram a jogar juntos no Botafogo em 1919.
Desses bisnetos botafoguenses de José Antônio, Frederico veio a ser pai da atriz Rosamaria Murtinho. Apelidado de "Fred", também foi campeão estadual de futebol com o Clube do Remo, em 1925 e em 1926. Nilo destacou-se ainda mais no esporte: ainda dono no século XXI da mais alta média de gols do Botafogo, participou da Copa do Mundo FIFA de 1930, ingressando em paralelo ao esporte (ainda praticado com amadorismo) na direção da Caixa Econômica Federal. Fernando desenvolveu longa trajetória no Itamaraty, estabelecendo-se já em 1920 no consulado brasileiro de Norfolk. Nos anos seguintes, Fernando também trabalhou em representações diplomáticas brasileiras em Lyon (1925), no Chile (1926), em Montreal (1940) e em Oslo (1949).